# 杜其初
杜其初（1588年—1640年），字性甫，號攄赤，又號复吾，山东青州府莒州人。明朝政治人物。

## 生平
天啓元年（1621年）辛酉科山東鄉試舉人，天啓二年（1622年）聯捷壬戌科進士。工部觀政，三年十月授南京太常寺博士，七年擢兵部武选司主事，崇禎二年（1629年）三月以浮躁拾遗，四年降補河南副理問，五年升大理寺右寺副，六年晋寺正，升户部湖廣司郎中，崇禎七年（1634年）官至绍兴府知府。任满回莒城居住，崇祯十三年（1640年）卒于家。

## 家族
曾祖杜昂。祖父杜韓。父杜師孔，岁贡。母李氏，繼母毛氏。永感下。
長子杜李，娶才女纪映淮。杜李抗清被戮，纪映淮守寡以终，著有《真冷堂词》。次子杜房、杜召。